# Aci Catena
Aci Catena est une ville d'environ 28 000 habitants située dans la province de Catane en Sicile (Italie).

## Toponymie
Jaci Catina en sicilien.

## Administration
| Période                                  | Période  | Identité               | Étiquette                       | Qualité                    |
| ---------------------------------------- | -------- | ---------------------- | ------------------------------- | -------------------------- |
| 1999                                     | 2008     | Ascenzio Maesano       | Forza Italia, puis centre droit |                            |
| 2008                                     | 2008     | Giovanbattista Leone   |                                 | Commissaire extraordinaire |
| 2008                                     | 2008     | Pietro Maria Di Miceli |                                 | Commissaire extraordinaire |
| 2008                                     | 2011     | Raffaele Nicotra       | centre droit                    |                            |
| 2011                                     | 2012     | Pietro Di Miceli       |                                 | Commissaire extraordinaire |
| 2012                                     | 2016     | Ascenzio Maesano       | centre droit                    |                            |
| 2016                                     | 2017     | Vincenzo D'Agata       |                                 | Commissaire extraordinaire |
| 2017                                     | 2022     | Sebastiano Oliveri     | liste civique                   |                            |
| 2022                                     | En cours | Margherita Ferro       |                                 |                            |
| Les données manquantes sont à compléter. |          |                        |                                 |                            |

### Hameaux
Aci San Filippo, Eremo Sant'Anna, San Nicolò, Vampolieri

### Communes limitrophes
Aci Castello, Aci Sant'Antonio, Acireale, Valverde

## Jumelages
- Ceuta (Espagne)
- Catenanuova (Italie)
- Campofiorito (Italie)